# Лэнфорд, Оскар
Оскар Эрамус Лэнфорд III (6 января 1940, Нью-Йорк, США — 16 ноября 2013) — американский математик, работавший в области математической физики и теории динамических систем. Степень бакалавра получил в Уэслианском университете, а доктора — в Принстонском университете в 1966 году под руководством Артура Вайтмана. Работал профессором математики в Калифорнийском университете в Беркли, и профессором физики в Институте высших научных исследований в Бюр-сюр-Иветте, Франция. По состоянию на 1987 год работал на кафедре математики Швейцарского федерального технологического института Цюриха (ETH Zürich).
Удостоен в 1986 году награды Национальной академии наук США за заслуги в области прикладной математики и численного анализа. Имеет почётную докторскую степень от Уэслианского университета. С 2012 года являлся действительным членом Американского математического общества.